# Шелканово (Белебеївський район)
Шелка́ново (рос. Шелканово, башк. Шалҡан) — присілок у складі Белебеївського району Башкортостану, Росія. Входить до складу Малиновської сільської ради.
Населення — 11 осіб (2010; 11 в 2002).
Національний склад:
- чуваші — 55 %
- башкири — 45 %